# Pobladura de Fontecha
Pobladura de Fontecha es una pedanía perteneciente al municipio de Valdevimbre, situado en El Páramo con una población de 32 habitantes según el INE.
Está situado en la CV-194-14.

## Demografía
Tiene 32 habitantes, 16 varones y 16 mujeres censados en la localidad.